# Ecdyonurus parahelveticus
Ecdyonurus parahelveticus is een haft uit de familie Heptageniidae. De wetenschappelijke naam van de soort is voor het eerst geldig gepubliceerd in 1986 door Hefti, Tomka & Zurwerra.
De soort komt voor in het Palearctisch gebied.